# Wing Coaster
Wing Coaster is een type achtbaan van de Zwitserse fabrikant Bolliger & Mabillard. De stoelen hangen in paren naast de rails. Tussen 2007 en 2008 werd de Wing Coaster ontwikkeld. De opening van de eerste Wing Coaster vond plaats op 1 april 2011. Anno 2023 zijn er 17 Wing Coasters gebouwd.
Alle gebouwde exemplaren zijn custom, of hebben met andere woorden een unieke lay-out (hoogte, lengte, inversies en snelheid). Er zijn geen vaste modellen.
In 2007 opende een soortgelijke achtbaan van Intamin AG genaamd Furius Baco. Het model heet bij Intamin Wing Rider Coaster.

## Lijst van Wing Coasters
| Naam                            | Attractiepark                    | Land                | Geopend op       | Lengte    | Hoogte | Topsnelheid | Aantal inversies |
| ------------------------------- | -------------------------------- | ------------------- | ---------------- | --------- | ------ | ----------- | ---------------- |
| Raptor                          | Gardaland                        | Italië              | 1 april 2011     | 770 m     | 33 m   | 90 km/u     | 3                |
| The Swarm                       | Thorpe Park                      | Verenigd Koninkrijk | 15 maart 2012    | 775,1 m   | 38,7 m | 95 km/u     | 5                |
| Wild Eagle                      | Dollywood                        | Verenigde Staten    | 24 maart 2012    | 953,1 m   | 41,1 m | 98,2 km/u   | 4                |
| X-Flight                        | Six Flags Great America          | Verenigde Staten    | 16 mei 2012      | 914,4 m   | 37 m   | 88,2 km/u   | 5                |
| GateKeeper                      | Cedar Point                      | Verenigde Staten    | 11 mei 2013      | 1.269,2 m | 51,8 m | 107,8 km/u  | 6                |
| Parrot Coaster                  | Chimelong Ocean Kingdom          | China               | 25 januari 2014  | 1.278 m   | 50 m   | 108 km/u    | 3                |
| Flug der Dämonen                | Heide-Park                       | Duitsland           | 29 maart 2014    | 772 m     | 40 m   | 100 km/u    | 5                |
| Thunderbird                     | Holiday World & Splashin' Safari | Verenigde Staten    | 25 april 2015    | 925,1 m   | 42,7 m | 96,6 km/u   | 4                |
| Flying Wing Coaster             | Happy Valley Chongqing           | China               | 8 juli 2017      |           |        |             | 5                |
| Wing Coaster                    | Colourful Yunnan Happy World     | China               | 5 juli 2018      | 1.024 m   | 45 m   |             | 5                |
| Fēnix                           | Attractiepark Toverland          | Nederland           | 7 juli 2018      | 813 m     | 40 m   | 95 km/u     | 3                |
| Forest Predator                 | Happy Valley Nanjing             | China               | 11 november 2020 |           |        |             | 5                |
| DaVinci Ride                    | Fantasy Valley                   | China               | 29 april 2022    | 1059 m    | 55 m   |             | 3                |
| Maximus - Der Flug des Wächters | Legoland Deutschland             | Duitsland           | 25 maart 2023    | 457 m     | 17 m   | 54 km/u     | 2                |
| Mandrill Mayhem                 | Chessington World of Adventures  | Verenigd Koninkrijk | 15 mei 2023      | 380,0 m   | 20 m   | 72 km/u     | 1                |